# Нубијске планине
Нубијске планине (арап. مرتفعات النوبة) се налазе у вилајету Јужни Кордофан у Судану, недалеко од границе са Јужним Суданом. Ширина венца је око 64, а дужина приближно 140 километара. Планине захватају површину од око 48.000 км², а највиши врх достиже 1325 метара. Регион припада семиаридној клими, а просечна годишња количина падавина је око 800 милиметара. За време кишне сезоне од маја до октобра развијају се шбунасте вегетације и поједине културе.

## Политика
Нубијске планине су већински насељене становништвом које подржава Јужни Судан. Војне снаге северног Судана су у великом броју присутне у региону. Становништво намерава да одржи неку врсту референдума о судбини ове области, међутим услед присуства владиних снага са севера то је мало вероватно